# Сюрпризна печера
Печера Сюрпизів (рум. Peștera Surprizelor) — одна з найбільших печер Молдови, друга за величиною після карстових пустот «Еміль Раковіце», третя за довжиною в Європі (перше місце належить печері «Попелюшка») та посідає шосте в світі. Знайдена спелеологами-аматорами на початку 1970-х років.
Сюрпризна, печера Сюрпризів — печера розташована під Дубоссарами, на правому березі річки Дністер, в 2 км на північ від м. Криуляни у лісосмузі біля села Золончень. Відома з 70-х років XX століття. Її довжина складає понад 1700 м, є другою за величиною в Молдові після печери «Еміл Раковіце», третьою за довжиною в Європі і шостою у світі.

## Географічне положення та природні особливості
Печера розташована в лісосмузі під Дубоссарами, на правому березі Дністра, що неподалік села Золончень та за 2 кілометри на північний схід від міста Криулень.
Загальна протяжність цього природного утворення складає 1700 метрів та має три входи. Утрорилася внаслідок тектонічів зсувів земної кори в осадковому Сарматському вапняку, вік якого за різними оцінками від 11 до 13 мільйонів років. Завдяки дії водних потоків, а також землетрусам мережа розломів, ущелин та пустот, а також небезпечних проваль місцями сягає до 5 метрів у висоту та до 1,5 метра шириною. Таким чином, всі, хто відвідає печеру Сюрпризів може побачити, що вона має декілька рівнів — від двох до трьох, в залежності від місця перебування.
Оскільки утворення має значні розміри, це дозволяє підтримувати сталий температурний режим та вологість. За рахунок гарної вентильованості та відсутності сторонніх газів середня температура складає від +12 до +14 °C при відносній вологості 75-80 %.
Печера вирита водними потоками, завдяки тектонічним розломам, землетрусам, екзогенним процесам у середніх і нижніх Сарматських вапняках. Вік вапняків 130 млн років.
Є мережею тріщин в земній корі, розщелин і порожнин заввишки до 5 м, шириною до 1.5 м, які подекуди розширилися і утворили місткі зали («Золоте кільце», «Ліфт», «Метрополітен», «Кінозал» і т. д.), а також глибокі колодязі. Серед великих залів варто відмітити «Великий зал» довжина якого складає 25 м, ширина доходить до 6 м і заввишки понад 7 м. Довжина залу «Метро» понад 6 м, ширина до 1 м і висота 0,5-0,9 м. Печера має три входи, два з яких дуже складні. Є горизонтальною печерою в два-три рівні.
Будучи великою печерою, вона зберігає постійні режими вологості і температури. Середня температура становить 12-14 °C вище за нуль, відносна вологість — 75-80 %. Печера добре вентилюється, не містить інших газів, окрім тих, що містяться в атмосфері на поверхні.
Як і в інших печерах подібного типу, флора і фауна не дуже багаті. Є декілька мікроколоній кажанів. Крім того, були знайдені і зареєстровані декілька видів безхребетних (псевдоскорпіони, арахніди, міріаподи, ракоподібні та ін.).
В печері «Сюрпризна» не має сталактитів і сталагмітів, Але, тим не менше, вона представляє неабиякий спортивний інтерес.

## Архітектура печери
Пустоти, що утворилися в печері створили неповторну архітектуру цього місця, та в залежності від своїх розмірів та форми отримали різні назви. Зокрема тут є Велика зала, шириною до 6 метрів, висотою в 7 метрів та довжиною 25 метрів, зала «Метро» довжиною 6 метрів, шириною до 1 метра та висотою від 0,5 до 0,9 метрів, а також приміщення з назвами «Ліфт», «Золоте кільце» «Кінозал» та інші. Основною проблемою є їх важко доступність, оскільки вони розділені різними переходами. Тому, якщо висота галереї сягає до 10 м, то в ширину ці проходи дуже вузькі, що дозволяє проходити тут лише людям атлетичної статури.
Для дослідників та туристів тут є багато цікавинок — від спортивного проходження печерою та екстриму тут також можна проводи розкопки проходів та вивчати шари відкладень давнього моря, що колись покривало територію Молдови.

## Флора та фауна
Унікальністю жителів та рослинністю ця печера мало чим відрізняється від інших. Рослинності немає, а з тварин тут можна зустріти лише кілька колоній кажанів та декілька видів безхребетних таких як псевдо скорпіони, павуки та багатоніжки.

### Відео
- Печера Сюрпризна
- Спуск в печеру
- Пещера "Сюрпризная — познай себя!